# Хитклифф
Хи́тклифф (англ. Heathcliff) — главный действующий персонаж романа Эмили Бронте «Грозовой перевал».
Вследствие общей известности и популярности романа, он часто рассматривается как архетип замученного байроновского героя, всепоглощающие страсти которого разрушают его самого и людей вокруг. Хитклиффа можно воспринимать как жертву психологически тяжелого детства: оскорбления, пренебрежение и презрение со стороны тех, с кем он рос, казалось бы, самых близких людей.
В первую очередь Хитклифф воспринимается как байронический герой. Он известен именно своими чувствами к Кэтрин Эрншо, а не последними годами жестокой мести, описанными во второй части романа, когда он превращается в жестокого нелюдимого человека. Хотя многие поступки молодости Хитклиффа показывают, что он был жестким и даже злым с самого начала. Впрочем, общественное мнение склонно приукрашивать его недостатки. Сложная, притягательная и немного причудливая натура делает его очень необычным, редким и увлекательным персонажем, сочетающим в себе как черты положительного романтического героя, так и отрицательного, отталкивающего.

## Персонаж
Хитклиффа назвали в честь умершего в младенчестве сына мистера Эрншо, его приёмного отца. Хитклифф было его имя и фамилия. Его можно характеризовать как страстного, тёмного, задумчивого и мстительного. Хитклиффа в значительной степени определяет его всепоглощающая и непростая любовь к Кэтрин Эрншо, приёмной сестре, такой же, как он, страстной. Большая часть романа касается их обреченного романа и чёрной обиды Хитклиффа за предательство Кэтрин, которая выходит замуж за его соперника, Эдгара Линтона. Лучше всего проявляется эта обида в следующих словах Хитклиффа:
«Ты даёшь мне понять, какой ты была жестокой — жестокой и лживой. Почему ты мной пренебрегала? Почему ты предала своё собственное сердце, Кэти? У меня нет слов утешения. Ты это заслужила. Ты сама убила себя. Да, ты можешь целовать меня, и плакать, и вымогать у меня поцелуи и слёзы: в них твоя гибель… твой приговор. Ты меня любила — так какое же ты имела право оставить меня? Какое право — ответь! Ради твоей жалкой склонности к Линтону?.. Когда бедствия, и унижения, и смерть — всё, что могут послать бог и дьявол, — ничто не в силах было разлучить нас, ты сделала это сама по доброй воле. Не я разбил твое сердце — его разбила ты; и, разбив его, разбила и моё Тем хуже для меня, что я крепкий. Разве я могу жить? Какая это будет жизнь, когда тебя… О боже! Хотела бы ты жить, когда твоя душа в могиле?»
Темнокожий подкидыш, найденный на улицах Ливерпуля и подобранный мистером Эрншо из Грозового перевала в Йоркшире, это всё, что рассказывает о жизни Хитклиффа перед его принятием в семью Эрншо Эмили Бронте. Скрытые от нас раннее детство героя и обстоятельства его появления на свет в совокупности с его необузданным, тёмным характером и темой сверхъестественного, проскальзывающей в романе, наводит на размышление, что Хитклифф может быть демоном или адским духом, порождением самого дьявола. В его внешности было сильное сходство с цыганом, а мистер Линтон из Мызы Скворцов при первой встрече заявляет, что Хитклифф возможно «сын индусского матроса или вышвырнутый за борт маленький американец или испанец».
В первое время тихий и застенчивый ребёнок, Хитклифф подвергается нападкам со стороны Кэтрин Эрншо и её старшего брата, Хиндли. Позже Кэтрин проникается к приёмному брату сочувствием и любовью, но Хиндли продолжает ненавидеть Хитклиффа, видя в нём узурпатора, похитившего привязанность его отца. После смерти мистера Эрншо Хиндли наследует его состояние и начинает унижать Хитклиффа, отводя ему в доме место чуть выше слуги и отправляя на тяжелые работы в поле. Такое отношение порождает в Хитклиффе гнев и желание отомстить за унижение и издевательства. Кэтрин, однако, остаётся близка своему приёмному брату, она проводит с ним всё свободное время.
По воле обстоятельств, Кэтрин взрослеет и становится молодой девушкой, в обществе Эдгара Линтона, робкого и воспитанного молодого человека из соседнего владения, Мызы Скворцов. Испытывая определённого рода привязанность к нему, Кэтрин решает принять его предложение. Однако, делясь своими переживаниями, она уверяет Нелли, что её истинная и единственная любовь — это Хитклифф, но она не может выйти замуж за него, потому что это «принизило бы её» и что они оба будут нищими, если поженятся. Она говорит о своей страсти к нему такими словами: «Из чего бы ни были сотворены наши души, его душа и моя — одно». Услышав о решении Кэтрин выйти замуж за Эдгара и о том, что союз с ним принизил бы её, с разбитым сердцем Хитклифф сбегает из Грозового перевала и отправляется на заработок состояния, так и не узнав о страстной любви Кэтрин к нему.
Когда Хитклифф возвращается после трёхлетнего отсутствия, Нелли Дин отмечает, что он стал «высоким, статным атлетом», а его «выправка наводила на мысль, что он служил в армии». Хитклифф скрывает, где он был и как зарабатывал своё состояние. По возвращении он безжалостно настроен против тех, кто портил его жизнь и препятствовал тому, чтобы он был с Кэтрин. Он накопил в себе много злобы и хочет отомстить, становясь c этого момента отрицательным героем, без намёка на романтичность. Он отнимает Грозовой перевал у Хиндли, который после смерти жены утопает в карточных долгах, превратив свой дом в притон; он бессердечно обманывает сестру Эдгара Линтона Изабеллу и женится на ней прежде, чем она успевает понять, что он за человек на самом деле, и её нежные мечты разбиваются о его жестокость и презрение к ней. Хитклифф заключает этот брак исключительно из расчёта завладеть Скворцами после смерти Линтона.
После смерти Кэтрин мстительная жестокость Хитклиффа усиливается, он уже собирается уничтожить не только своих врагов, но отыграться и на их наследниках — Гэртоне, сыне Хиндли и Фрэнсис Эрншо, и Кэти, дочери Эдгара Линтона и Кэтрин. Он вынуждает своего болезненного сына, Линтона, который сильно напоминает свою мать Изабеллу, вступить в брак с Кэти Линтон, стремясь получить контроль над Мызой Скворцов. Вскоре после того как Кэти и Линтон венчаются, Линтон умирает, едва ли удивив этим отца или свою вдову. Хитклифф относится к Кэти с относительным милосердием, сделав из неё, однако, холодное, отрешённое создание, лишь отдалённо напоминающее умную, живую девочку, которой она была когда-то. Гэртон и Кэти в конечном счете влюбляются друг в друга, их отношения до некоторой степени отражают отношения Хитклиффа и Кэтрин и всё же разительно отличаются от них. Их союз разрушает атмосферу ненависти в Грозовом перевале, и Хитклифф больше не хочет и не может продолжать эту разрушающую всё и всех вокруг войну. Гэртон очень похож на свою тетю Кэтрин Эрншо, особенно глазами и взглядом, и это порождает смутное беспокойство в душе Хитклиффа. Между ними непростые отношения, Гэртон воспринимает Хитклиффа, как своего настоящего отца, а Хитклифф вынужден постоянно вспоминать свою бессмертную любовь, глядя на него. Роман заканчивается смертью Хитклиффа. Незадолго до развязки он становится сломанным, замученным человеком, его часто посещает призрак возлюбленной Кэтрин Эрншо, рядом с которой он хочет быть похороненным.
Его тело, распростёртое на кровати, обнаруживает Нелли.
«Его глаза встретили мои таким острым и злобным взглядом, что меня передёрнуло; и казалось, он улыбался. Я не допускала мысли, что он мёртв, но его лицо и шея были омыты дождем; с постели текло, и он был совершенно недвижим. Створка окна, болтаясь на петлях, содрала кожу на руке, простертой по подоконнику. Из ссадины не сочилась кровь, и, когда я приложила к ней пальцы, я больше не могла сомневаться: он был мёртв и окоченел!»
Призрак Кэтрин, ранее увиденный мистером Локвудом в окне, посетил Хитклиффа, забрав его с собой, чтобы они могли быть вместе вне могилы, в которую так долго стремился попасть Хитклифф. Он как-то признался Нелли о своём стремлении:
«Я попросил могильщика, копавшего могилу Линтону, счистить землю с крышки её гроба и открыл его. Я думал сперва, что не сойду уже с места, когда увидел вновь её лицо — это всё ещё было её лицо! Могильщик меня с трудом растолкал. Он сказал, что лицо изменится, если на него подует ветром, и тогда я расшатал стенку гроба с одной стороны и опять засыпал гроб землей — не с того бока, где положат Линтона, будь он проклят! По мне, пусть бы его запаяли в свинец. И я подкупил могильщика, чтобы он пододвинул гроб Кэтрин, когда меня положат туда, и мой тоже. Я позабочусь, чтобы так оно и было. К тому времени, когда Линтон доберётся до нас, он не будет знать, где из нас кто!»
Спустя какое-то время после похорон мальчик слуга рассказывает Нелли, что он видел призраков Хитклиффа и Кэтрин, идущих по торфяникам вместе. Однако и Нелли, и Локвуд верят, что мёртвые мирно спят в своих могилах. Повествование заканчивает Локвуд, блуждающий вокруг могил героев истории и задающийся вопросом, «как это вообразилось людям, что может быть немирным сон у тех, кто спит в этой мирной земле».
Шарлотта Бронте, старшая сестра Эмили, однажды написала: «Хитклифф на деле остается неразгаданным». Это подкрепляет неуверенность относительно того, раскаивался ли он в своих грехах и был ли он реальным человеком на самом деле. Так как явлению призрака Кэтрин в окне предшествовал сон Локвуда о проповеди о грехах в церкви, то возможно, что и Хитклифф, и Кэтрин прокляты. Сама Кэтрин ещё при жизни выражает сомнение относительно того, можно ли её допускать на Небеса. Из-за неопределённой судьбы души Хитклиффа и тайны, которую скрывал его характер, окончание романа оставляет читателя в жутком оцепенении, оправдывая устойчивый статус Хитклиффа как образца антигероя в литературе.

## Образ на экране
- 1920 год — фильм А. В. Брамбла «Грозовой перевал», в исполнении Милтона Росмера
- 1939 год — фильм Уильяма Уайлера «Грозовой перевал», в исполнении Лоренса Оливье
- 1948 год — фильм Джорджа Мор О’Ферролла «Грозовой перевал», в исполнении Кирона Мура
- 1953 год — фильм Рудольфа Картье «Грозовой перевал», в исполнении Ричарда Тодда
- 1954 год — фильм Луиса Буньюэля «Грозовой перевал», в исполнении Хорхе Мистраля
- 1956 год — телесериал Марио Ланди «Грозовой перевал», в исполнении Массимо Джиротти
- 1962 год — фильм Рудольфа Картье «Грозовой перевал», в исполнении Кита Мичелла
- 1963 год — сериал Дэниэла Камино «Грозовой перевал», в исполнении Рикардо Блюме
- 1964 год — сериал Мануэля Калво «Грозовой перевал», в исполнении Мануэля Лопеса Очоы
- 1967 год — телесериал BBC Питера Сасди «Грозовой перевал», в исполнении Иэна Макшейна
- 1970 год — фильм Роберта Фуэста «Грозовой перевал», в исполнении Тимоти Далтона
- 1978 год — телесериал Питера Хэммонда «Грозовой перевал», в исполнении Кена Хатчисона
- 1985 год — фильм Жака Риветта «Грозовой перевал», в исполнении Люка Бельво
- 1988 год — фильм Ёсисигэ Ёсида «Грозовой перевал», в исполнении Юсаку Мацуды
- 1992 год — фильм Питера Козмински «Грозовой перевал», в исполнении Рэйфа Файнса
- 1998 год — телевизионный фильм Дэвида Скиннера «Грозовой перевал», в исполнении Роберта Каваны
- 2003 год — современная адаптация MTV Сури Кришнаммы «Грозовой перевал», в исполнении Майка Фогеля
- 2004 год — телесериал Фабрицио Косты «Грозовой перевал», в исполнении Алессио Бони
- 2007 год — филиппинская адаптация романа, фильм Майка Тувьеры «Обещание», в исполнении Ричарда Гутьерреса
- 2009 год — телесериал Коки Гедройц «Грозовой перевал», в исполнении Тома Харди
- 2011 год — фильм Андреа Арнольд «Грозовой перевал», в исполнении Джеймса Хоусона

## Образ в массах
Австралийский актёр Хит Леджер и его сестра были названы в честь героев новеллы, Хитклиффа и Кэтрин.